# Pico Duarte
Pico Duarte (3098 m n. m.) je hora v pohoří Cordillera Central na ostrově Hispaniola. Leží na území Dominikánské republiky v provincii San Juan. Jedná se o nejvyšší horu Dominikánské republiky a všech karibských ostrovů. Hispaniola je na šestnáctém místě v pořadí světových ostrovů podle nejvyššího bodu.
Na vrchol jako první vystoupil v roce 1851 Sir Robert Hermann Schomburgk, britský konzul v Dominikánské republice. Hora je pojmenována podle Juana Pabla Duarteho, bojovníka za dominikánskou nezávislost, jehož busta se nachází na vrcholu. Za vlády Rafaela Trujilla nesla název Pico Trujillo. Hora má dva vrcholy, Pelona Grande a Pelona Chica. V okolí hory byl vyhlášen národní park Josého Armanda Bermúdeze, kde roste endemický druh borovice Pinus occidentalis. Pramení zde řeky Río Yaque del Norte a Río Yaque del Sur. 